# Subreport Verlag Schawe
subreport Verlag Schawe ist ein deutscher Verlag und Ausschreibungsdienst mit Sitz in Köln.

## Geschichte
Das Unternehmen wurde 1918 von Ewald Schawe (* 3. März 1889 in Groß Garz; † 8. Februar 1960 in Köln) in Köln-Mülheim gegründet. 1918 erschien die Erste Westdeutsche Bauzeitung. Weitere Veröffentlichungen waren die Rhein. Westf. Bauzeitung, der Baurat (1928), der Westdeutsche Bautennachweis (1948) und der Tägliche Submission-Compaß (1958).
1960 übernahmen Schawes Ehefrau und die Töchter den Verlag. Seit 1986 führt Edda Peters den Betrieb. 1988 zog er nach Köln-Kalk um. 1989 entstand die subreport Verlag Schawe GmbH.  1997 begann der erste Auftritt im Internet unter www.subreport.de.
subreport veröffentlicht Ausschreibungen seit 2001 über das elektronische Vergabeinformations-System ELViS, welches als erstes eVergabesystem bundesweit entwickelt wurde. Die Zahl der veröffentlichten Ausschreibungen im Internet betrug 2008 mehr als 150.000. subreport ist das Unternehmen mit der längsten Erfahrung auf dem Gebiet der elektronischen Vergabe und der führende Anbieter „für Dienstleistungen rund um Aufträge der öffentlichen Hand und deren Vergabe“.

## Auszeichnungen
Das Unternehmen wurde mehrfach ausgezeichnet. 2008 erhielt der Verlag das Gütesiegel Top 100 durch den ehemaligen Ministerpräsidenten Lothar Späth. Weitere Auszeichnungen waren 2007 der zweite Platz des Website Awards NRW und Preisträger des Wettbewerbs Vielfalt gewinnt 2009 der Stadt Köln für das Engagement des Verlages zur Förderung der Vereinbarkeit von Kind und Beruf durch eine professionelle Kinderbetreuung durch Erzieherinnen.